# Blagny
Blagny település Franciaországban, Ardennes megyében. Lakosainak száma 1093 fő (2022. január 1.). Blagny Carignan, Les Deux-Villes, Linay, Puilly-et-Charbeaux és Sailly községekkel határos.

## Népesség
A település népességének változása:
| Lakosok száma | 1745 | 1393 | 1382 | 1250 | 1213 | 1233 | 1190 | 1121 | 1110 | 1093 |
|               | 1968 | 1982 | 1990 | 2006 | 2013 | 2015 | 2017 | 2019 | 2020 | 2022 |